# مروان ترزي
مروان ترزي (1959-2023) هو مصور فلسطيني لقّب ب "حارس أرشيف غزة"، و"حارس تاريخ غزة البصري"، و"حارس صور غزة". كانت عائلته من أوائل من وَثَّقَ التاريخ الفلسطيني، وامتلكت عائلته أول استوديو في تاريخ قطاع غزة، وهو استوديو صور كينغام الذي تأسس في مطلع الأربعينات من القرن الماضي. ظهر مروان سليم ترزي في فيلم وثائقي من إنتاج وثائقية "دي دبليو" الألمانية بعنوان "ذاكرة غزة الفوتوغرافية"، حيث عرض مجموعة من الصور النادرة لديه مثل صورة الرئيس المصري أنور السادات حين كان ضابطاً في غزة، ومحمد نجيب أول رئيس لجمهورية مصر العربية، ومجموعة صور لتشي غيفارا حين زار غزة في نهاية خمسينيات القرن الماضي، ومحطة القطارات التي كانت تصل قطاع غزة بمصر.

## وفاته
استشهد هو وأفراد عائلته بالقصف الاسرائيلي على كنيسة القديس برفيريوس للروم الأرثوذكس في غزة بتاريخ 19 اكتوبر 2023، وذلك خلال الرد الإسرائيلي على عملية طوفان الأقصى.
قال عنه عاطف أبو سيف على حسابه على فيسبوك: "استشهد مروان ترزي خلال العدوان الإسرائيلي على الكنيسة في حي الزيتون. مروان حافَظ على تاريخ غزة المصوَّر حين ورث من أخيه موريس آلاف الصور الفتوغرافية التي قام بالتقاطها لمدينة غزة طوال عقود طويلة من الزمن بما في ذلك تلك الصورة القديمة التي التقطها مصوّر غزة التاريخي كيغام الذي واصل عمله في المدينة قبل النكبة وبعدها وصوّر جلاء الجيش الإسرائيلي من غزة بعد عدوان العام 1956 وصوّر الزعيم الراحل جمال عبد الناصر".